# Nathan Bedford Forrest II
Nathan Bedford Forrest II (* August 1871 in Oxford, Mississippi; † 11. März 1931) war ein US-amerikanischer Geschäftsmann und 19. Oberbefehlshaber der Sons of the Confederate Veterans, Grand Dragon des Ku-Klux-Klans in Georgia sowie ein Enkel von Nathan Bedford Forrest.
Er war auch Sekretär und Geschäftsleiter an der Lanier University, ein College, das an den Klan verkauft wurde.